# Levin-Friedrich von Bismarck

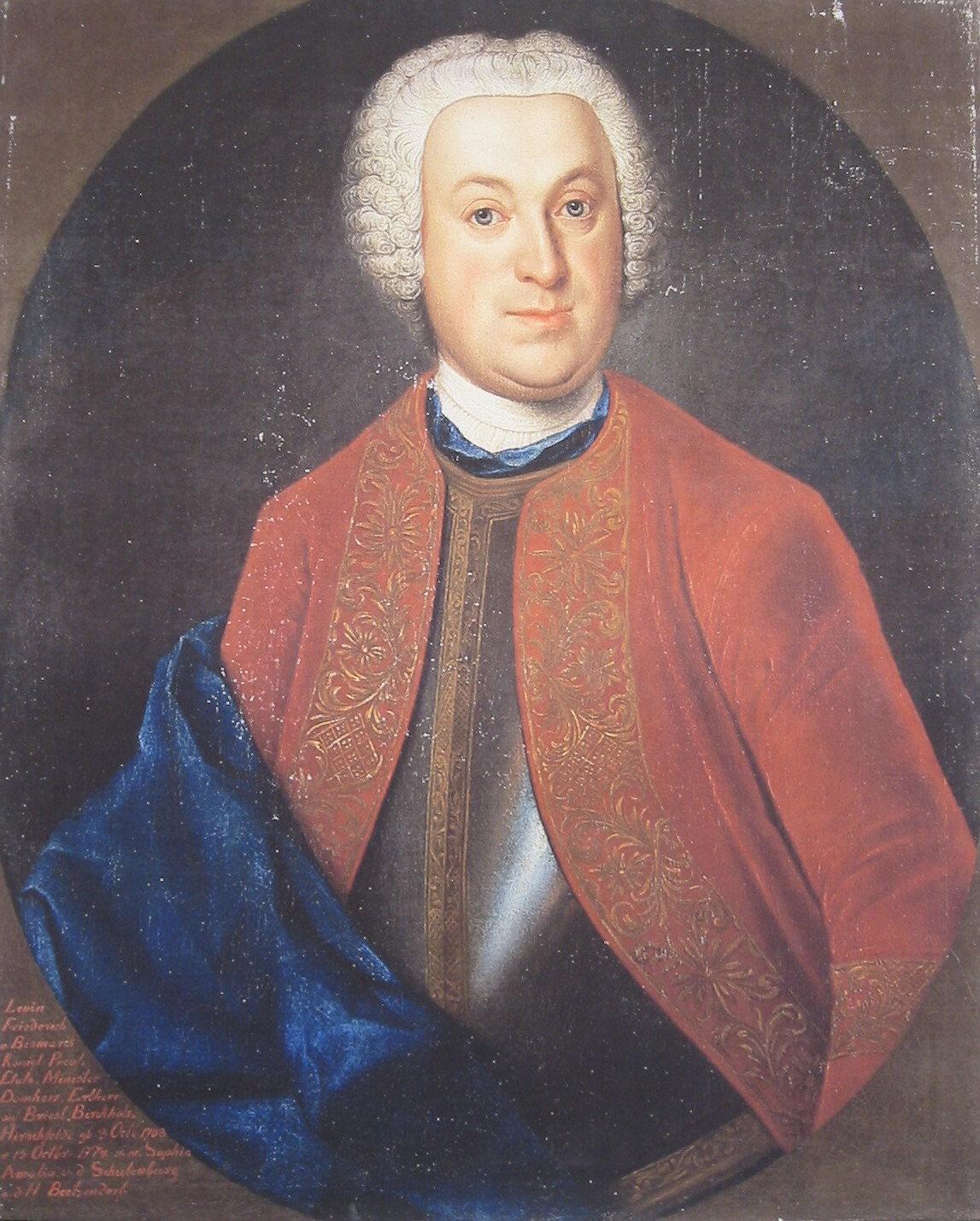
Levin Friedrich von Bismarck

Levin Friedrich Christoph August von Bismarck (* 3. Oktober 1703 in Krevese; † 15. Oktober 1774 in Briest) war preußischer Justizminister und Präsident des Preußischen Kammergerichtes zu Berlin.

## Herkunft
Seine Eltern waren Christoph Georg von Bismarck (* 6. Februar 1667; † 19. Dezember 1730) und dessen Ehefrau Anna Elisabeth von Katte (* 23. August 1670; † 23. Juli 1714).

## Leben
Bismarck war zuerst Kammergerichtsrat und wurde später Oberappellationsrat am Kammergericht. 1738 wurde er Vizekanzler und 1740 Kanzler der neumärkischen Regierung. Bismarck wurde am 20. Dezember 1746 zum preußischen Justizminister ernannt (als Nachfolger von Friedrich Wilhelm von Danckelmann), 1748 wurde er zusätzlich 1. Präsident des Kammergerichtes. Er brachte in seiner Amtszeit wichtige Gerichts- und Gesetzesreformen auf den Weg, die schließlich zum Allgemeinen Preußischen Landrecht (ALR) von 1794 führten.
Er trat 1764 auf eigenen Wunsch in den Ruhestand aufgrund eines Augenleidens, an dem er 1771 völlig erblindete.

## Familie
Levin-Friedrich von Bismarck entstammte der altmärkischen Familie Bismarck und war Erbherr auf Briest; um 1739 erwarb er auch das benachbarte Gut Birkholz. Er war mit Sophie Amalie von der Schulenburg verheiratet und hatte mehrere Kinder, darunter:
- Achaz Christoph (* 24. Februar 1737; † 20. März 1796), Erbherr auf Birkholz, Sophienhof und Hirschfelde

⚭ Sophie Friederike von Saldern (* 7. August 1754; † 1776), Tochter des Generalmajors Wilhelm von Saldern
⚭ 1783 Albertine Amalie von Kaphengst (* 9. Februar 1750; † 13. August 1806)
- Heinrich Friedrich (1740–1745)
- Georg Wilhelm I. (* 26. September 1741; † 4. Dezember 1808), Erbherr auf Briest, Väthen, Welle, Demker, Schwarzlosen ⚭ Friederike Luise Eleonore von Alvensleben (1742–1805), Eltern von Levin Friedrich von Bismarck
- Magdalene Charlotte (* 7. Juni 1743; † 1802) ⚭ 1778 Georg Otto Friedrich von Jagow (1742–1810)
- Luise-Eleonore (1743; † 31. Januar 1803) ⚭ 1764 Alexander Friedrich Christoph von der Schulenburg-Kehnert (* 5. August 1720; † 9. September 1801)[4] (Eltern von u. a. Friedrich von der Schulenburg)
- Friedrich IV. (* 2. September 1747; † 8. Juli 1767),
- August Wilhelm (* 7. Juli 1750; † 3. Februar 1783), preußischer Finanzminister